# Eugenia Bujak
Eugenia Bujak (Lentvaris, URSS, 25 de junho de 1989) é uma desportista polaca de origem lituano que compete no ciclismo na modalidade de pista (desde o ano 2018 baixo a bandeira de Eslovénia), especialista nas provas de perseguição por equipas e pontuação; ainda que também disputa corridas de rota.
Ganhou três medalhas no Campeonato Europeu de Ciclismo em Pista entre os anos 2012 e 2014.

## Trajectória desportiva
Depois de estabelecer sua residência em Polónia por motivos trabalhistas e conseguir bons resultados nos campeonatos da Polónia, tanto em estrada como em pista, em 2011 foi seleccionada pela Federação polaca para disputar diferentes provas do calendário internacional. O seus melhores resultados obteve-os em pista, onde conseguiu vários campeonatos nacionais e duas medalhas de prata no Campeonato Europeu (na prova de perseguição por equipas dos anos 2012 e 2013).
Os bons resultados durante a temporada de 2013 deram-na a oportunidade de competir com a nova equipa profissional esloveno BTC City Ljubljana, conseguindo em suas fileiras vários segundos e terceiros postos tanto em etapas como em corridas de um dia, e em classificações gerais de corridas por etapas. Ainda que de novo seu melhor resultado chegou na pista ao obter a medalha de ouro na corrida por pontos do Europeu de 2014.

## Medalheiro internacional
| Campeonato Europeu | Campeonato Europeu         | Campeonato Europeu | Campeonato Europeu      |
| Ano                | Lugar                      | Medalha            | Competição              |
| ------------------ | -------------------------- | ------------------ | ----------------------- |
| 2012               | Panevėžys ( Lituânia)      | Medalha de prata   | Perseguição por equipas |
| 2013               | Apeldoorn ( Países Baixos) | Medalha de prata   | Perseguição por equipas |
| 2014               | Baie-Mahault ( França)     | Medalha de ouro    | Pontuação               |

## Palmarés
2010 (como amador)
- - 3.ª no Campeonato da Polónia Contrarrelógio

2011 (como amador)
- - 2.ª no Campeonato da Polónia Contrarrelógio 
  - 3.ª no Campeonato Europeu Perseguição sub-23 
  - 2.ª no Campeonato Europeu Perseguição por Equipas sub-23 (fazendo equipa com Katarzyna Pawłowska e Malgorzata Wojtyra)

2012 (como amador)
- - 3.ª no Campeonato da Polónia Contrarrelógio 
  - 2.ª no Campeonato Europeu Perseguição por equipas (fazendo equipa com         Edyta Jasińska, Katarzyna Pawłowska e Malgorzata Wojtyra)

2013 (como amador)
- - 2.ª no Campeonato da Polónia Contrarrelógio
- Campeonato da Polónia em Estrada
- Prostejov Scratch
- Viena 3 km
- Viena Pontuação
- Viena Scratch
  - 2.ª Campeonato da Polónia 500 m 
  - 3.ª Campeonato da Polónia Perseguição 
  - 3.ª. Campeonato da Polónia Omnium
- Campeonato da Polónia Scratch  
  - 2.ª no Campeonato Europeu Perseguição por equipas (fazendo equipa com         Edyta Jasińska, Katarzyna Pawłowska e Malgorzata Wojtyra)

- 2014
- Campeonato da Polónia Contrarrelógio
- Campeonato Europeu Pontuação

- 2015
- Campeonato da Polónia Contrarrelógio  
  - 1 etapa do Tour de Thüringe Feminino

- 2016
  - 1 etapa da La Route de France
- Grande Prêmio de Plouay-Bretaña

- 2018
- Campeonato da Eslovénia Contrarrelógio

- 2019
- Campeonato da Eslovénia Contrarrelógio
- Campeonato da Eslovénia em Estrada

- 2021
- Campeonato da Eslovénia Contrarrelógio
- Campeonato da Eslovénia em Estrada

## Resultados em Grandes Voltas e Campeonatos do Mundo
Durante sua corrida desportiva tem conseguido os seguintes postos nas Grandes Voltas femininas e nos Campeonatos do Mundo em estrada:
| Corrida                | Corrida                | 2012 | 2013 | 2014 | 2015 | 2016 | 2017 | 2018 | 2019 | 2020 | 2021 |
| ---------------------- | ---------------------- | ---- | ---- | ---- | ---- | ---- | ---- | ---- | ---- | ---- | ---- |
|                        | Giro d'Italia          | —    | —    | 25.ª | 34.ª | Ab.  | Ab.  | 24.ª | 59.ª | 35.ª | —    |
|                        | Tour de l'Aude         | X    | X    | X    | X    | X    | X    | X    | X    | X    | X    |
|                        | Grande Boucle          | X    | X    | X    | X    | X    | X    | X    | X    | X    | X    |
| Mundial em Estrada     | Mundial em Estrada     | Ab.  | 21.ª | Ab.  | 42.ª | 31.ª | 35.ª | —    | 45.ª | 14.ª | —    |
| Mundial Contrarrelógio | Mundial Contrarrelógio | 27.ª | 16.ª | 19.ª | 22.ª | —    | —    | —    | —    | 13.ª | —    |

—: não participa

Ab.: abandono

X: edições não celebradas

## Equipas
- BTC City Ljubljana (2014-2019)
- Alé BTC Ljubljana[7] (2020-)